# Alfabeto bengalese
L'alfabeto bengalese (in bengali বাংলা বর্ণমালা, bangla bôrnômala) o scrittura bengalese (in bengali বাংলা লিপি, bangla lipi) è un sistema di scrittura nato nel subcontinente indiano per la lingua bengalese, ed è il quinto sistema di scrittura più usato al mondo. La scrittura è usata anche per le lingue: assamese, chittagonian, Maithili, Meithei e Bishnupriya Manipuri, e storicamente fu usata per scrivere anche il sanscrito nell'area bengalese.

## Lettere e pronuncia
Il bengali è scritto nell'alfasillabario bengalese (chiamato anche alfabeto sillabico bengalese o abugida bengali o, in lingua nativa, Bangla lipi), una scrittura della famiglia Brahmi derivato dall'abugida devanagari (usato per l'hindi, il sanscrito, marathi, nepali), con cui condivide parecchie caratteristiche. Si tratta di una scrittura corsiva con 12 segni per le vocali e 52 consonanti. Come in tutti gli alfasillabari, ogni consonante ha a prescindere una vocale intrinseca, cioè un suono vocalico racchiuso in sé. Solo un diacritico sotto alla consonante può toglierlo. la vocale inerente (o "vocale di default") è una /ɔ/, cioè una "o" chiusa e breve. Per affiancarvi un'altra vocale, accanto alla consonante si inserisce il suono vocalico interessato in forma di diacritico. Per limitarsi a togliere la vocale inerente, a volte in scrittura è usato un diacritico detto hôsôntô (্ ), che deriva dalla Virama/"Killer Stroke" del devanagari. Le vocali possono trovarsi anche in forma isolata se seguono un'altra vocale o sono a inizio parola o completamente isolate.
I nessi consonantici (cosiddetto “cluster”), cioè gruppi di sole consonanti affiancate, sono tipicamente indicati tramite la fusione calligrafica, dotata di regole tranne per 21 cluster irregolari. L'alfabeto ha inoltre dei diacritici che aggiungono altre caratteristiche fonetiche. Tra essi c'è la nasalizzazione delle vocali con la chôndrôbindu, cioè la "mezzaluna" del devanagari ঁ . La nasalizzazione, che in IPA si segnala con una tilde sulla vocale (ex. /ɔ̃/), avviene rilassando il velo palatino (cioè la parte morbida del palato), in modo tale che il suono esca dal naso. Un altro importante da segnalare è l'ônushshor ং , che si inserisce dopo una consonante. Essa deriva dall'anusvara del devanagari ma in bengali si limita ad aggiungere il suono /ŋ/. Il Bangla lipi infine ha anche un sistema di romanizzazione. In bengalese, il punto fermo si scrive come una sbarra verticale: ৷ . Se la pausa è più lunga, essa raddoppia: ॥ . Questa punteggiatura è ripresa dal Devanagari.
Il sistema di scrittura bengalese è basato su una varietà molto più antica della lingua e così non considera alcune fusioni di suono che hanno avuto luogo nella lingua parlata. Per esempio l'abugida ha due lettere per il suono /dʒ/ e due-tre per il suono /ʃ/; i suoni si differenziano solo in casi particolari. Al contrario, un numero di lettere adesso hanno più di una possibilità di pronuncia: la lettera এ può rappresentare o la vocale bassa /æ/ o la vocale medio-alta /e/. Le parole bengalesi in ortografia hanno una differenza tra vocali lunghe e brevi, ma a livello fonetico non esiste più sin dai tempi più remoti (idem nella lingua assamese). Inoltre molte lettere e diacritici sono diventate "silenziose" nella lingua parlata. La parola per "salute" ad esempio è pronunciata /shastho/, ma è scritta /swaysthyo/. A volte la vocale inerente a fine parola cade, ma in scrittura di solito non si registra la caduta del fono con l'hôsôntô. Con queste inconsistenze e ridondanze minori, la scrittura bengalese non può essere descritta come interamente fonetica.
Esattamente questa scrittura, con poche modifiche, è usata anche per scrivere l'assamese. Altre lingue imparentate della regione fanno uso dell'abugida bengalese. Il meithei, una lingua sino-tibetana fu scritta per secoli in abugida bengalese finché negli anni '80 tornò ad essere nuovamente di uso comune il meetei mayek (il sillabario meithei). Per secoli la lingua sylheti ha usato una scrittura diversa, basata sul sistema devanagari. Questa scrittura, detta scrittura sylheti, non è al momento più in uso, poiché la maggior parte delle persone che parlano sylheti ha adottato la scrittura bengalese.

### Vocali
Si presenta sotto la lista delle vocali e la loro forma legata ad una consonante a caso, la KÔ, kô  /kɔ/ (ক). Si ricorda che ogni consonante ha già in sé la vocale Ô, ô preimpostata e che il tratto orizzontale sopra le lettere di solito si scrive per ultimo, dopo le lettere e i diacritici sopra di esse. Se si scrive su un foglio a righe, la linea orizzontale poggia sulla riga. Oltre alle vocali e dittonghi sotto presentati, c'è un ulteriore dittongo classificato tra le consonanti. Viceversa, nelle vocali tuttora in uso ne è presente una che oggi si legge come una vera e propria sillaba. Quasi tutte le vocali isolate spezzano la linea orizzontale.
| Vocale indipendente | diacritico isolato | segno diacritico con ক | Pronuncia IPA isolata | Pronuncia con ক    | Romanizzazione     | Descrizione |
| ------------------- | ------------------ | ---------------------- | --------------------- | ------------------ | ------------------ | --- |
| অ                   | - - -              | ক                      | /ɔ/                   | /kɔ/               | Ô, ô               | "O" procheila (cioè con le labbra arrotondate) e molto aperta (il dorso della lingua è lontano dal palato). |
| আ                   | া                   | কা                      | /a/                   | /ka/               | A, a               | "A". Poiché l'alfabeto bengali deriva dal sanscrito, questa lettera in passato era lunga. In alcune traslitterazioni più simili al sanscrito e hindi, le lettere অ e আ si scrivono "A, a" e "Ā, ā". Questa traslitterazione non fa quindi uso della lettera "Ô, ô" in nessun punto, quindi se in un testo è assente significa che è usata questo tipo di scrittura. Tuttavia romanizzare /ɔ/ con "A, a" potrebbe risultare fuorviante.                                                      |
| ই                   | ি                   | কি                      | /i/                   | /ki/               | I, i               | "I". Il diacritico è prima della consonante, quindi per non sbagliare a leggere bisogna sempre guardare e leggere subito la consonante successiva |
| ঈ                   | ী                   | কী                      | /i/                   | /ki/               | Ī, ī               | "I". In passato era lunga. |
| উ্য                  | ু + ্য               | কু + ্য                  | /y/                   | /ky/               | Ü, ü               | "I" con le labbra arrotondate. È un prestito franco-tedesco, reperibile in parole straniere. |
| উ                   | ু                   | কু                      | /u/                   | /ku/               | U, u               | "U" con le labbra arrotondate. Con alcune lettere l, in alcuni font, la scrittura dopo poche lettere è irregolare (vedi sotto la "tabella delle consonanti") |
| ঊ                   | ূ                   | কূ                      | /u/                   | /ku/               | Ū, ū               | "U" con le labbra arrotondate. In passato era lunga. La parte rotonda del diacritico stavolta è rivolta in alto ed è aperta. |
| এ                   | ে                   | কে                      | /e/ (oppure /æ/)      | /ke/ (oppure /kæ/) | E, e               | "E", a volte pronunciata chiusa e altre volte con la bocca più aperta. In casi limite, un dizionario con la romanizzazione e/o l'IPA aiuta a sbrogliare la pronuncia. Il diacritico, a forma di curva col ricciolo, si scrive prima della consonante, quindi bisogna spostare l'occhio sulla consonante; in più, bisogna anche lanciare un'occhiata se ci sono altri diacritici oltre la consonante (vedi descrizione di O,o).                                                              |
| এ্য                  | ে + ্য               | কে + ্য                  | /æ/                   | /kæ/               | Ê, ê               | "E" con la bocca molto aperta. Il tratto ondulato disambigua i due tipi di "e". |
| ঐ                   | ৈ                   | কৈ                      | /ɔi/                  | /kɔi/              | ÔI, ôi             | "OI", con la "o" aperta. Era una vocale che in seguito mutò foneticamente in un dittongo. Riflette la pronuncia del sanscrito: lì è pure un dittongo /ai/, mutato in hindi in /ɛ:/ aperta lunga. Il diacritico si scrive prima della consonante. In alcune parole il dittongo non è scritto con questa lettera singola, ma appare come [vocale inerente + ই]. In romanizzazione, per indicare che è dato dall'incontro di due vocali distinte, è consigliato usare un apostrofo (ÔI e Ô'I). |
| ও্য                  | ে + ্য               | কে + ্য                  | /ø/                   | /kø/               | Ö, ö               | "E" con le labbra arrotondate. È un prestito franco-tedesco, reperibile in parole straniere. |
| ও                   | ো                   | কো                      | /o/ (oppure /u/)      | /ko/ (oppure /ku/) | O, o (oppure U, u) | "O" chiusa. La pronuncia, in base al parlante, può essere variata e fatta convergere in "U" con le labbra arrotondate. Il diacritico appare in forma di circonflesso, cioè circonda la consonante. La prima parte è identica alla /e/, quindi quando si vede la curva col ricciolo, bisogna appurarsi che dopo la consonante ci sia o no la sbarra verticale della "a". Poiché la quest'ultima è solo una sbarra dopo la lettera, i tre diacritici sono inconfondibili l'uno con l'altro.   |
| ঔ                   | ৌ                   | কৌ                      | /ou/                  | /kou/              | OU, ou             | "OU" arrotondata chiusa: è un dittongo. È un diacritico circonflesso. Riflette la pronuncia del sanscrito: lì è /au/, mutato in hindi in /o:/ aperta lunga. Se il dittongo si dovesse formare da [ও + উ], è consigliato romanizzare la parola con l'apostrofo: (OU e O'U). |
| ঋ                   | ৃ                   | কৃ                      | /ri/                  | /kri/              | RI, ri             | "RI" con vibrazione della lingua e "i" breve: è una vera e propria sillaba, che in ortografia non va confusa con la costruzione "artificiale" della medesima sillaba "r+i". In sanscrito, da cui deriva, è una pseudovocale, ossia una "r" con valore vocalico. La pronuncia è pressoché identica all'hindi. Sotto alle lettere, si incolla sempre sotto la riga verticale tranne in due casi (vedi sotto la "tabella delle consonanti")                                                    |
| ৠ                   | ৄ                   | কৄ                      | /ri:/                 | /kri:/             | RĪ, rī             | "RI" pseudovocalica con vocale lunga. Oggi è in disuso. |
| ঌ                   | ৢ                   | কৢ                      | /li/                  | /kli/              | Li, li             | "LI" pseudovocalica con "i" breve. Oggi è in disuso. |
| ৡ                   | ৣ                   | কৣ                      | /li:/                 | /kli:/             | LĪ, lī             | "LI" pseudovocalica con vocale lunga. Oggi è in disuso. |

### Consonanti e gruppi irregolari
Le consonanti possono essere sorde o sonore, aspirate o meno, retroflesse o meno. Nelle aspirate sonore, l'aspirazione pure diventa sonora (cioè, quando si emette lo sbuffo d'aria insieme alla consonante, le corde vocali vibrano). Per pronunciare una consonante retroflessa, si arrotola la punta della lingua sul palato, verso la zona tondeggiante. Detto in un altro modo, la lingua si piega all'indietro. Alcune retroflesse oggi si sono trasformate in non retroflesse, ma 5 consonanti (insieme alla loro versione aspirata) sono retroflesse fisse e per assimilazione retroflettono alcune consonanti affiancate a loro. Per pronunciare una consonante nella sua versione fortemente palatalizzata, la punta della lingua si posiziona molto spinta in avanti, in posizione di "gn" di "gnomo". Alcune consonanti convergono verso un'unica pronuncia, tuttavia l'ortografia sia per queste consonanti che per vocali convergenti va rispettata. I dubbi sulla pronuncia o scrittura corretta si sbrogliano con un vocabolario. Si ricorda nuovamente che la vocale di default è la Ô breve e aperta e che il tratto orizzontale si scrive per ultimo. All'interno della frase, in presenza di alcune lettere la linea orizzontale si spezza. Si ricorda infine che ci sono 21 cluster avulsi da regole calligrafiche (nel devanagari ce ne sono quattro). L'apprendimento di questi ultimi avviene a memoria. Per comodità, sono indicati in fondo alla tabella.
| Consonante | Pronuncia IPA       | Romanizzazione      | Descrizione |
| ---------- | ------------------- | ------------------- | --- |
| ক          | /kɔ/                | KÔ, kô              | C di cane / K di koala, sorda. |
| খ          | /kʰɔ/               | KHÔ, khô            | C di cane / K di koala, con aspirazione sorda. |
| গ          | /gɔ/                | GÔ, gô              | G di gallo, sonora. |
| ঘ          | /gʱɔ/               | GHÔ, ghô            | G di gallo, con aspirazione sonora. |
| ষ          | /sɔ/ o /ʂɔ/         | ṢÔ, ṣô              | SC di scienza, sorda. La pronuncia arcaica e originale era "SC" di scena con la lingua retroflessa e si pronuncia così solo se si trova insieme ad una delle 5 lettere retroflesse fisse. Assomiglia a ঘ ma quest'ultima è più tondeggiante. |
| য          | /d͡ʒɔ/ o /d͡zɔ/       | ZÔ, zô              | G di gelato in parole native; Z di zanzara, sonora, in prestiti. Assomiglia a ষ ma quest'ultima è divisa in due triangolini distinti. |
| য়          | /eɔ/ o /j/ o /-e/   | ĮÔ, įô              | La pronuncia arcaica, /j/ semivocalica (come I in iato) si effettua se è preceduta dalla vocale /i/ (quindi l'intero gruppetto è /-ij-/ reperibile anche a fine parola, quindi /-ijɔ/). Se a fine parola e in più non ha la /i/ appena prima, si pronuncia /-e/. In tutti gli altri casi, tutti all'interno della parola, è il dittongo EO di eolo. Assomiglia a য ma quest'ultima non ha un punto sotto che la trasforma in semivocale. |
| ম          | /mɔ/                | MÔ, mô              | M di mare. |
| চ          | /t͡ɕɔ/ ~ /t͡sɔ/       | ČÔ, čô / CÔ, cô     | C di ciao, fortemente palatalizzata. La versione alternativa, completamente senza palatalizzazione, è Z di zero, sorda. |
| ছ          | /t͡ɕʰɔ/ ~ / t͡sʰɔ/    | ČHÔ, čhô / CHÔ, chô | C di ciao, palatalizzata o meno, con aspirazione sorda. |
| জ          | /d͡ʒɔ/ ~ /d͡ʑɔ/       | JÔ, jô              | G di giorno, palatalizzata. La versione alternativa è Z di zanzara, sonora. |
| ঝ          | /d͡ʒʱɔ/ ~ /d͡ʑʱɔ/     | JHÔ, jhô            | G di giorno, palatalizzata o meno, con aspirazione sonora. |
| ত          | /tɔ/                | TÔ, tô              | T di terra, sorda. |
| ৎ          | /t-/                | ṮÔ, ṯô              | T di terra, sorda. Si trova a fine parola in alcuni vocaboli o onomatopee e dentro alcuni prestiti. Non solo spezza la linea orizzontale, ma non ha nessun tratto orizzontale. Non appare mai a inizio parola. In romanizzazione, il trattino in basso la distingue da ত , che ha la stessa pronuncia ma ha sempre la vocale inerente.                                                                                                   |
| থ          | /tʰɔ/               | THÔ, thô            | T di terra, con aspirazione sorda. Assomiglia a খ ma quest'ultima parte con una forma concava, non con un grosso ricciolo. Spezza la linea orizzontale. |
| দ          | /dɔ/                | DÔ, dô              | D di dado, sonora. |
| ধ          | /dʱɔ/               | DHÔ, dhô            | D di dado, con aspirazione sonora. Spezza la linea orizzontale. |
| প          | /pɔ/                | PÔ, pô              | P di pane, sorda. Spezza la linea orizzontale. |
| ফ          | /fɔ/ ~ /ɸɔ/ o /pʰɔ/ | FÔ, fô / PHÔ, phô   | F di farina. Da alcuni parlanti è pronunciata senza contatto tra arcata dentaria superiore col labbro inferiore, facendola assomigliare ad uno sbuffo d'aria con le labbra distese. La pronuncia arcaica, che è la terza variante meno usata, è P di pane con aspirazione sorda. |
| ব          | /bɔ/                | BÔ, bô              | B di balena, sonora. Assomiglia a চ ma quest'ultima è più tondeggiante ed è girata al contrario rispetto alla riga verticale. |
| র          | /rɔ/                | RÔ, rô              | R di rana. Se intervocalica, è monovibrante (cioè vibra una sola volta). Assomiglia a ব ma quest'ultima non ha un punto sotto che la trasforma in vibrante. |
| ৱ          | /wɔ/                | WÔ, wô              | U di guardare, semivocalica. Oggi è in disuso. Assomiglia a ব ma quest'ultima non ha un trattino sotto. |
| ৰ          | /ɹɔ/                | RÔ, rô              | R dell'inglese car, leggermente retroflessa (al contrario di /ɽ/, molto più retroflessa e quindi più lontana dagli alveoli). È usata solo in assamese, in cui manca la র. Quindi i due caratteri, pur avendo la stessa romanizzazione, sono inconfondibili. Assomiglia a ব ma quest'ultima non ha un trattino all'interno. |
| ভ          | /vɔ/ ~ /βɔ/ o /bʱɔ/ | VÔ, vô / BHÔ, bhô   | V di varietà. Da alcuni parlanti è pronunciata senza contatto tra arcata dentaria superiore col labbro inferiore, facendola assomigliare ad uno sbuffo d'aria con le labbra distese. La pronuncia arcaica, che è la terza variante meno usata, è B di balena, con aspirazione sonora. Assomiglia a ত ma quest'ultima ha una spirale senza uno spuntone.                                                                                  |
| স          | /ʃɔ-ɕɔ/ o /sɔ/      | SÔ, sô              | SC di scienza, sorda. Può sentirsi palatalizzata. In alcune parole è S di sole, che era la pronuncia originaria. |
| শ          | /ʃɔ-ɕɔ/ o /sɔ/      | ŠÔ, šô / ŚÔ, śô     | SC di scienza, sorda. Può sentirsi palatalizzata. In alcune parole è S di sole. Spezza la linea orizzontale. |
| ট          | /ʈɔ/                | ṬÔ, ṭô              | T di terra, retroflessa e sorda. Se ci si aggiunge sopra il diacritico di /-i/, il nastrino di /i/ racchiude in sé il ricciolo ondulato in cima alla lettera: টি . |
| ঠ          | /ʈʰɔ/               | ṬHÔ, ṭhô            | T di terra, retroflessa e con aspirazione sorda. Assomiglia a চ ma quest'ultima non ha un ricciolo attaccato sopra la linea orizzontale. Inoltre la forma di ঠ è affusolata in cima, quindi la lettera è simile ad uno spicchio d'aglio. Le uniche due consonanti che in bengalese hanno un ricciolo attaccato sopra la linea orizzontale sono entrambe retroflesse sorde. Idem, con /-i/ diventa ঠি .                                    |
| ড          | /ɖɔ/                | ḌÔ, ḍô              | D di dado, retroflessa. |
| ঢ          | /ɖʱɔ/               | ḌHÔ, ḍhô            | D di dado, retroflessa e con aspirazione sonora. In quanto sonora, sebbene sia molto simile a ট perde lo svolazzo in alto. |
| ড়          | /ɽɔ/                | ṚÔ, ṛô              | R dell'inglese car, sonora e molto retroflessa. Il movimento della lingua è analogo a ড e in scrittura si aggiunge un punto sotto. |
| ঢ়          | /ɽʱɔ/               | ṚHÔ, ṛhô            | R dell'inglese car, molto retroflessa e con aspirazione sonora. Come movimento lingua + aspirazione, è analoga a ঢ e in scrittura si aggiunge un punto sotto. |
| হ          | /hɔ/                | HÔ, hô              | H dell'inglese have, sorda. |
| ন          | /nɔ/                | NÔ, nô              | N di nave. |
| ণ          | /nɔ/ o /ɳɔ/         | ṆÔ, ṇô              | N di nave. La pronuncia arcaica è N di nave, retroflessa, e si ritrova se la lettera è affiancata ad una delle 5 retroflesse fisse. Assomiglia a ন ma quest'ultima ha il ricciolo che si fonde con la base della riga verticale. Avendo il ricciolo molto più in alto, spezza la linea orizzontale. |
| ল          | /lɔ/                | LÔ, lô              | L di leva. |
| ঙ          | /ŋɔ/                | NGÔ, ngô (ŋô)       | NG di vanga, ma come unico suono isolato: non si sente la -g finale. Equivale quindi a NG dell'inglese king. Non solo spezza la linea orizzontale, ma non è dotata di nessun tratto orizzontale. Non appare mai a inizio parola. |
| ঞ          | /nɔ/                | ÑÔ, ñô              | N d nave. Anticamente era GN di gnomo. Non solo spezza la linea orizzontale, ma non è dotata di nessun tratto orizzontale. |
| ক্র         | /krɔ/               | KRÔ, krô            | CR di Crimea / KR di krapfen. Primo cluster irregolare. La "k" ক conserva solo un ricciolo in alto e perde completamente la riga verticale: rispetto ai cluster regolari, è completamente stravolta. La "r" come un'onda in basso (2º membro di un cluster) è invece riconoscibile. |
| ক্ত         | /ktɔ/               | KTÔ, ktô            | CT di autoctono. La "k" è sottoposta alla stesso mutamento. La "t" come diacritico è in parte riconoscibile in basso. |
| ক্ষ         | /kʰɔ/ o /kkʰɔ/      | KṢHÔ, kṣhô          | Sia il cluster che la lettura sono irregolari. A inizio parola si legge C di cane / k di koala con aspirazione sorda. Se intervocalica, in più è geminata. La "k" ক diventa un nastrino che pende dalla riga orizzontale. |
| ক্স         | /ksɔ/               | KSÔ, ksô            | CS di clacson. La স perde un pezzo davanti ed è poco riconoscibile. |
| ঙ্গ         | /ŋgɔ/               | NGGÔ, nggô (ŋgô)    | NC di lungo. La "ng" compressa al 1º membro è riconoscibile ma la "g" গ è ridotta ad un tratto piegato. |
| ঞ্জ         | /ɲd͡ʑɔ/              | ÑJÔ, ñjô            | NG di mangio. La prima consonante, ঞ , è riconoscibile in un ricciolo e un cuoricino in alto, ma la জ, che perde la linea orizzontale perché posizionata in basso, si amalgama con le curve della lettera sopra |
| ঞ্ঝ         | /ɲd͡ʑʱɔ/             | ÑJHÔ, ñjhô          | NG di mangio, aspirata. La prima consonante è riportata interamente e la ঝ è in basso, senza nessun tratto orizzontale. Si tratta comunque di un modo di fondersi limitato a -ñjh-, quindi è un'eccezione. |
| ঞ্চ         | /ɲt͡ɕɔ/              | ÑCÔ, ñcô            | NC di mancia. La চ si trova in basso ed è girata dall'altra parte. |
| ঞ্ছ         | /ɲt͡ɕʰɔ/             | ÑCHÔ, ñchô          | NC di mancia, aspirata. La ছ, che perde la linea orizzontale, è ben riconoscibile in basso ma questo modo di presentarsi è un'eccezione. |
| জ্ঞ         | /gɔ/ o /ggɔ/        | JÑÔ, jñô            | G di gabbia a inizio parola; è geminata se intervocalica. Sia la grafia, in cui solo un pezzo di ঞ è riconoscibile, sia la pronuncia sono irregolari. |
| ত্থ         | /ttʰɔ/              | TTHÔ, tthô          | TT di atto, aspirata. Si gemina con un ricciolo simile a ত attaccato davanti alla lettera. |
| ধ্ব         | /dʱbɔ/              | DHBÔ, dhbô          | DB di feedback, con /d/ aspirata. La "b" ব non si incolla sotto la riga verticale della prima consonante, come altrove accade. |
| স্থ         | /stʰɔ/              | SṬÔ, sṭô            | ST di storia, con aspirazione. La "s" al primo membro è riconoscibile perché, come regola, si comprime, ma la "th" থ si appende sotto e perde la riga verticale. |
| ষ্ণ         | /snɔ/               | ṢṆÔ, ṣṇô            | SN di Bosnia. Il secondo membro, ণ, assume la forma di un cuoricino rovesciato ed è irriconoscibile. |
| স্ট         | /sʈɔ/               | SṬÔ, sṭô            | ST di storia; nella parlata rapida, anche la "s" può retroflettersi in quanto accostata a ট, retroflessa a priori. La "s" al primo membro, sebbene perda la riga verticale, non appare stilizzata. |
| ল্প         | /lpɔ/               | LPÔ, lpô            | LP di felpa. È l'unico cluster in cui la "-p" compare rimpicciolita in basso invece che fondersi affiancandosi. |
| হ্ন         | /nʱɔ/               | HNÔ, hnô            | N di nord, con aspirazione sonora. È irregolare come grafia (è l'unico caso in cui "-n" al 2º membro non si scrive per intero) e come pronuncia: l'aspirazione si posticipa. |
| হ্ণ         | /hnɔ/               | HṆÔ, hṇô            | N di nord, preceduto da aspirazione. La "-ṇ" al 2º membro ha la apparentemente regolare perché appare come un ricciolo ma sotto una lettera senza riga verticale. |
| ট্ট         | /ʈʈɔ/               | ṬṬÔ, ṭṭô            | TT di atto, retroflessa. Questo raddoppio è uno dei due veramente irregolari tra tutti i raddoppi consonantici. La ট per convenzione si raddoppia usando la sua stessa versione ma non retroflessa, ত , appena riconoscibile in basso e senza linea orizzontale. |
| দ্দ         | /ddɔ/               | DDÔ, ddô            | DD di freddo. Questo raddoppio è il secondo irregolare fra tutti i raddoppi ed è anche l'ultimo cluster irregolare. In apparenza fa parte del gruppo di consonanti che si raddoppiano affiancandosi al punto di fondersi, ma è l'unico che non ha la seconda lettera attaccata alla riga orizzontale. La seconda দ si aggrappa all'ultimo tratto della prima.                                                                            |

A conclusione della tavola delle consonanti/cluster irregolari, si ricorda che la grafia di ু /u/ è irregolare in pochi casi. Per la precisione, essi sono: "gu", "ru" (anche nel devanagari), "hu" (in alcuni font), "shu" (গু  রু  হু  শু). La vocale-sillaba ঋ ha una grafia irregolare solo nel caso "hri": হৃ. Come si vede, è completamente diversa da ৃ . Con ছ, che non ha né base tondeggiante né una riga verticale, si scrive ছৃ .
৳ in apparenza sembra una nuova consonante retroflessa, in realtà è il simbolo del টাকা (ṭaka), la moneta bengalese. La sua abbreviazione in alfabeto latino è "Tk".

### Nessi consonantici regolari
In generale, tutti i cluster consonantici (quindi successioni di pure consonanti senza vocale inerente) su supporto informatizzato si digitano inserendo l'hôsôntô dopo la prima consonante. I cluster, reperibili in parole sanscrite o in prestiti, hanno massimo tre consonanti di fila. Per digitarne un cluster triplo, bisogna digitare nuovamente l'hôsôntô dopo la seconda consonante. Anche le consonanti doppie/geminate (come nell'italiano "carro") sono rappresentate da un cluster doppio. Le doppie che sono pure aspirate in grafia si formano affiancando [non aspirata+aspirata], con l'eccezione dell'irregolare ট্ট, non aspirato. Non si possono creare cluster semplicemente affiancando le consonanti: ad esempio, per ottenere "kkô" si scrive ক্ক, non কক: quest'ultimo è "kôkô". Non tutti i cluster componibili si reperiscono nei vocaboli e alcuni cluster non hanno fusione calligrafica. Con ৎ non esiste nessun cluster. Si indicano qui alcune regole di fusione, che cadono in presenza dei 21 irregolari già citati:
- Le doppie, che non hanno forma calligrafica se sono entrambe aspirate, si appendono l'una sotto l'altra e hanno la riga verticale in comune (ex. ক্ক গ্গ ণ্ণ ন্ন ল্ল প্প), tranne "tt" ত্ত. Se non ne hanno una, si affiancano molto vicine e senza staccarsi dalla riga orizzontale. Alcune di esse in realtà conservano la riga, ma questo modo di scrivere è ricorrente in tutti i seguenti casi: চ্চ জ্জ ড্ড ব্ব ম্ম; স্স in alcuni font. Si ricorda che i due irregolari sono ট্ট e দ্দ . ণ্ণ (retroflesso) e ন্ন si distinguono dal fatto che il primo ha la linea orizzontale spezzata.
- La "z" al 2º membro da য diventa ্য (ex. ল্য ত্য ঝ্য ন্য).La regola vale anche per la sua versione geminata, য্য. Si ricorda che, in presenza di vocali, si può riferire ad un prestito fonetico dall'aspetto di circonflesso.
- Se dopo un cluster di consonanti si inserisce il matra /i/, quest'ultimo va sempre in prima posizione e si riferisce a tutto il gruppetto (ex. ট্টি). Anche i matra circonflessi si riferiscono sempre a tutto il cluster, per logica (ex. জ্জৌ).
- La "R"  র come 1º membro di un cluster si trasforma in un tratto obliquo sopra il tratto verticale della seconda consonante o in mezzo alla parte superiore. Tutto il cluster si legge dall'alto in basso (ex. র্ক র্খ র্গ র্ঘ র্চ র্ছ র্জ র্ঝ র্ভ র্ম র্ল র্শ র্ষ র্স র্ণ র্ত র্ন র্প র্ফ র্ব র্ভ ; in র্ট lo svolazzo sopra la lettera è tagliato dal diacritico di "r" e in র্ঠ lo svolazzo e il diacritico partono dallo stesso punto). Il raddoppio "rr", র্র, non è esente dalla regola. Se uno di questi cluster è seguito dal matra /i:/, il nastrino del matra è tagliato dal diacritico "r", ex. র্কী.
- La "-R" come 2º membro di un cluster si trasforma in una piccola onda sotto la lettera. Quest'ultima si attacca alla riga verticale e, in alcuni font, se scritta in grassetto (bold type) ha un aspetto più lineare. Se la riga verticale non è presente, l'ondina sviluppa un piccolo tratto verticale che si incolla alla lettera. Come al solito, il cluster con una "r" (che muta sempre) si legge dall'alto al basso (ex. গ্র ব্র ল্র শ্র ষ্র প্র স্র ন্র ম্র ণ্র ষ্র ফ্র ঘ্র; ট্র ঞ্র). Nelle lettere ত e ভ, che nell'alfabeto bengalese sono le uniche due ad avere la forma a spirale e ad essere nello stesso tempo staccate dalla linea orizzontale, non si aggiunge la "-r" come diacritico ma la spirale si trasforma direttamente nella tipica forma di onda del diacritico. In quanto non hanno la riga verticale, la parte bassa della lettera diventa verticale e squadrata, senza contraddire le regole (ত্র e ভ্র). Si ricorda che ক্র è invece irregolare.
- Se una consonante è seguita da "-B, -L, -N, -Ṇ, -DH, -T, -M, -K, -G, -JH, -BH, -CH" al 2º membro, queste ultime si scrivono rimpicciolite sotto la riga verticale della prima consonante (ex. ক্ব গ্ব জ্ব শ্ব ল্ব ম্ব হ্ব;  ক্ল গ্ল ব্ল ম্ল;  ক্ন গ্ন; প্ত শ্ত; ন্ত ha la riga di "n" leggermente piegata; ল্ক; ব্ভ che è sia doppia che aspirata; দ্ভ ম্ভ). "-B" come 2º membro si trova in prestiti sanscriti ed è spesso muta. "-DH" ধ si stilizza trasferendo il ricciolino in alto dietro di sé e piegandolo verso il basso (গ্ধ ন্ধ;  দ্ধ che è doppia aspirata) e "-M" ম amalgama la sua curva in alto con la sbarra verticale della prima consonante (ex. ত্ম ক্ম শ্ম ল্ম গ্ম ণ্ম ন্ম দ্ম). Con "-JH" ce n'è uno solo regolare possibile ed è জ্ঝ, con cui si scrive "J" geminato e aspirato insieme. Anche con "-CH" e possibile solo চ্ছ oltre all'irregolare ঞ্ছ. Anche "-G" è possibile solo con ল্গ a parte l'irregolare ঙ্গ. Anche "-ṇ" è possibile solo con il suo stesso raddoppio ণ্ণ a parte l'irregolare হ্ণ. Con queste undici lettere al 2º membro, si nota che la consonante al 1º non perde la riga verticale, se la possiede. Detto in altre parole, poiché si scrivono rimpicciolite sotto la prima, la prima resta inalterata. "-Ṭ" come 2º membro ha una particolare grafia con le lettere ক e ফ: la ট diventa la gamba della prima consonante (ক্ট ফ্ট) perché entrambe, in tutto l'alfabeto sono le uniche che hanno una lunga riga verticale che si trova in mezzo alla lettera ed è completamente sotto la riga orizzontale. Quando le lettere si appendono, la prima in alto si comprime. Se la "m" al 1º si rimpicciolisce parecchio (ex. ম্ব), la স, la ষ  e la ঙ si schiacciano ancora di più (ex. স্ন স্ব স্ম স্ত স্ক; ষ্ব ষ্ম ষ্ক; ঙ্ক e ঙ্গ irregolare) tranne in স্ল, স্র, ষ্র e in "sṭ" স্ট (irregolare). Bisogna sempre ricordarsi i cluster irregolari, come  "kt" (ক্ত).
- La "m" e la "n" al 2º membro sono inconfondibili perché la "-m" non perde la sua riga verticale, il suo ricciolo è sempre incollato alla prima consonante e le due righe prima citate si "amalgamano" completamente: ক্ম è diverso da ক্ন.
- Viceversa, una consonante seguita da una qualunque lettera diversa dalle undici indicate sopra perde la riga verticale, se ce l'ha (e senza dimenticarsi della grafia di raddoppi come "bb"). Le tipiche consonanti al 1º colpite sono প, ন, ব, গ, শ, ল, ষ e স (queste due in più si stilizzano), ণ (quest'altra, anche se perde la riga, interrompe sempre la linea orizzontale, che si scrive sempre per ultima). la ক al 1º, tranne con i cluster irregolari, non è colpita da questa regola perché la riga verticale attraversa la lettera. Degli esempi di cluster misti sono স্প ন্ড ন্ঠ ণ্ঠ ল্ড ষ্প ব্জ ব্দ ষ্ফ চ্ঞ ণ্ট ন্ট প্ট ল্ট ষ্ট (questo cluster tutto retroflesso ha il secondo membro incurvato; si noti poi come "-t" semplicemente si affianchi). Si ricorda nuovamente che esistono grafie completamente irregolari come  স্ট e ক্স. Se il cluster è formato al 2º membro da una lettera che spezza la linea orizzontale, la prima parte di linea orizzontale ospita la prima consonante.
- Anche se a livello ortografico non sono presenti legature, se si affianca la ং ad una consonante o come matra della consonante si inserisce la silalba ঋ, dal punto di vista fonetico si ottiene un cluster consonantico.

### Tabella di nessi consonantici
Per completezza, si inserisce la tabella di tutte le combinazioni di due consonanti in bengalese. Si ricorda che sono presenti in prestiti e che si può arrivare a tre consonanti di fila. Non esistono cluster con ৎ e non tutte le combinazioni sono reperibili nei vocaboli e/o si leggono così come sono scritte. Nella colonna verticale è presente il primo membro del cluster. A parte le eccezioni date dai font, valgono le regole sopra, che alleggeriscono il carico mnemonico e/o facilitano la consultazione e la lettura. Poiché la tabella è un quadrato con le due file di lettere disposte in modo speculare, la diagonale contiene tutti i cluster di consonanti doppie. Per comodità, la diagonale delle doppie è in grassetto.
| - | ক  | খ  | গ  | ঘ  | চ  | ছ  | জ  | ঝ  | য  | ব  | ভ  | প  | ফ  | ত  | থ  | দ  | ধ  | ট  | ঠ  | ড  | ঢ  | ম  | ঞ  | ন  | ল  | ণ  | ঙ  | র  | স  | শ  | ষ  | হ  |
| - | -- | -- | -- | -- | -- | -- | -- | -- | -- | -- | -- | -- | -- | -- | -- | -- | -- | -- | -- | -- | -- | -- | -- | -- | -- | -- | -- | -- | -- | -- | -- | -- |
| ক | ক্ক | ক্খ | ক্গ | ক্ঘ | ক্চ | ক্ছ | ক্জ | ক্ঝ | ক্য | ক্ব | ক্ভ | ক্প | ক্ফ | ক্ত | ক্থ | ক্দ | ক্ধ | ক্ট | ক্ঠ | ক্ড | ক্ঢ | ক্ম | ক্ঞ | ক্ন | ক্ল | ক্ণ | ক্ঙ | ক্র | ক্স | ক্শ | ক্ষ | ক্হ |
| খ | খ্ক | খ্খ | খ্গ | খ্ঘ | খ্চ | খ্ছ | খ্জ | খ্ঝ | খ্য | খ্ব | খ্ভ | খ্প | খ্ফ | খ্ত | খ্থ | খ্দ | খ্ধ | খ্ট | খ্ঠ | খ্ড | খ্ঢ | খ্ম | খ্ঞ | খ্ন | খ্ল | খ্ণ | খ্ঙ | খ্র | খ্স | খ্শ | খ্ষ | খ্হ |
| গ | গ্ক | গ্খ | গ্গ | গ্ঘ | গ্চ | গ্ছ | গ্জ | গ্ঝ | গ্য | গ্ব | গ্ভ | গ্প | গ্ফ | গ্ত | গ্থ | গ্দ | গ্ধ | গ্ট | গ্ঠ | গ্ড | গ্ঢ | গ্ম | গ্ঞ | গ্ন | গ্ল | গ্ণ | গ্ঙ | গ্র | গ্স | গ্শ | গ্ষ | গ্হ |
| ঘ | ঘ্ক | ঘ্খ | ঘ্গ | ঘ্ঘ | ঘ্চ | ঘ্ছ | ঘ্জ | ঘ্ঝ | ঘ্য | ঘ্ব | ঘ্ভ | ঘ্প | ঘ্ফ | ঘ্ত | ঘ্থ | ঘ্দ | ঘ্ধ | ঘ্ট | ঘ্ঠ | ঘ্ড | ঘ্ঢ | ঘ্ম | ঘ্ঞ | ঘ্ন | ঘ্ল | ঘ্ণ | ঘ্ঙ | ঘ্র | ঘ্স | ঘ্শ | ঘ্ষ | ঘ্হ |
| চ | চ্ক | চ্খ | চ্গ | চ্ঘ | চ্চ | চ্ছ | চ্জ | চ্ঝ | চ্য | চ্ব | চ্ভ | চ্প | চ্ফ | চ্ত | চ্থ | চ্দ | চ্ধ | চ্ট | চ্ঠ | চ্ড | চ্ঢ | চ্ম | চ্ঞ | চ্ন | চ্ল | চ্ণ | চ্ঙ | চ্র | চ্স | চ্শ | চ্ষ | চ্হ |
| ছ | ছ্ক | ছ্খ | ছ্গ | ছ্ঘ | ছ্চ | ছ্ছ | ছ্জ | ছ্ঝ | ছ্য | ছ্ব | ছ্ভ | ছ্প | ছ্ফ | ছ্ত | ছ্থ | ছ্দ | ছ্ধ | ছ্ট | ছ্ঠ | ছ্ড | ছ্ঢ | ছ্ম | ছ্ঞ | ছ্ন | ছ্ল | ছ্ণ | ছ্ঙ | ছ্র | ছ্স | ছ্শ | ছ্ষ | ছ্হ |
| জ | জ্ক | জ্খ | জ্গ | জ্ঘ | জ্চ | জ্ছ | জ্জ | জ্ঝ | জ্য | জ্ব | জ্ভ | জ্প | জ্ফ | জ্ত | জ্থ | জ্দ | জ্ধ | জ্ট | জ্ঠ | জ্ড | জ্ঢ | জ্ম | জ্ঞ | জ্ন | জ্ল | জ্ণ | জ্ঙ | জ্র | জ্স | জ্শ | জ্ষ | জ্হ |
| ঝ | ঝ্ক | ঝ্খ | ঝ্গ | ঝ্ঘ | ঝ্চ | ঝ্ছ | ঝ্জ | ঝ্ঝ | ঝ্য | ঝ্ব | ঝ্ভ | ঝ্প | ঝ্ফ | ঝ্ত | ঝ্থ | ঝ্দ | ঝ্ধ | ঝ্ট | ঝ্ঠ | ঝ্ড | ঝ্ঢ | ঝ্ম | ঝ্ঞ | ঝ্ন | ঝ্ল | ঝ্ণ | ঝ্ঙ | ঝ্র | ঝ্স | ঝ্শ | ঝ্ষ | ঝ্হ |
| য | য্ক | য্খ | য্গ | য্ঘ | য্চ | য্ছ | য্জ | য্ঝ | য্য | য্ব | য্ভ | য্প | য্ফ | য্ত | য্থ | য্দ | য্ধ | য্ট | য্ঠ | য্ড | য্ঢ | য্ম | য্ঞ | য্ন | য্ল | য্ণ | য্ঙ | য্র | য্স | য্শ | য্ষ | য্হ |
| ব | ব্ক | ব্খ | ব্গ | ব্ঘ | ব্চ | ব্ছ | ব্জ | ব্ঝ | ব্য | ব্ব | ব্ভ | ব্প | ব্ফ | ব্ত | ব্থ | ব্দ | ব্ধ | ব্ট | ব্ঠ | ব্ড | ব্ঢ | ব্ম | ব্ঞ | ব্ন | ব্ল | ব্ণ | ব্ঙ | ব্র | ব্স | ব্শ | ব্ষ | ব্হ |
| ভ | ভ্ক | ভ্খ | ভ্গ | ভ্ঘ | ভ্চ | ভ্ছ | ভ্জ | ভ্ঝ | ভ্য | ভ্ব | ভ্ভ | ভ্প | ভ্ফ | ভ্ত | ভ্থ | ভ্দ | ভ্ধ | ভ্ট | ভ্ঠ | ভ্ড | ভ্ঢ | ভ্ম | ভ্ঞ | ভ্ন | ভ্ল | ভ্ণ | ভ্ঙ | ভ্র | ভ্স | ভ্শ | ভ্ষ | ভ্হ |
| প | প্ক | প্খ | প্গ | প্ঘ | প্চ | প্ছ | প্জ | প্ঝ | প্য | প্ব | প্ভ | প্প | প্ফ | প্ত | প্থ | প্দ | প্ধ | প্ট | প্ঠ | প্ড | প্ঢ | প্ম | প্ঞ | প্ন | প্ল | প্ণ | প্ঙ | প্র | প্স | প্শ | প্ষ | প্হ |
| ফ | ফ্ক | ফ্খ | ফ্গ | ফ্ঘ | ফ্চ | ফ্ছ | ফ্জ | ফ্ঝ | ফ্য | ফ্ব | ফ্ভ | ফ্প | ফ্ফ | ফ্ত | ফ্থ | ফ্দ | ফ্ধ | ফ্ট | ফ্ঠ | ফ্ড | ফ্ঢ | ফ্ম | ফ্ঞ | ফ্ন | ফ্ল | ফ্ণ | ফ্ঙ | ফ্র | ফ্স | ফ্শ | ফ্ষ | ফ্হ |
| ত | ত্ক | ত্খ | ত্গ | ত্ঘ | ত্চ | ত্ছ | ত্জ | ত্ঝ | ত্য | ত্ব | ত্ভ | ত্প | ত্ফ | ত্ত | ত্থ | ত্দ | ত্ধ | ত্ট | ত্ঠ | ত্ড | ত্ঢ | ত্ম | ত্ঞ | ত্ন | ত্ল | ত্ণ | ত্ঙ | ত্র | ত্স | ত্শ | ত্ষ | ত্হ |
| থ | থ্ক | থ্খ | থ্গ | থ্ঘ | থ্চ | থ্ছ | থ্জ | থ্ঝ | থ্য | থ্ব | থ্ভ | থ্প | থ্ফ | থ্ত | থ্থ | থ্দ | থ্ধ | থ্ট | থ্ঠ | থ্ড | থ্ঢ | থ্ম | থ্ঞ | থ্ন | থ্ল | থ্ণ | থ্ঙ | থ্র | থ্স | থ্শ | থ্ষ | থ্হ |
| দ | দ্ক | দ্খ | দ্গ | দ্ঘ | দ্চ | দ্ছ | দ্জ | দ্ঝ | দ্য | দ্ব | দ্ভ | দ্প | দ্ফ | দ্ত | দ্থ | দ্দ | দ্ধ | দ্ট | দ্ঠ | দ্ড | দ্ঢ | দ্ম | দ্ঞ | দ্ন | দ্ল | দ্ণ | দ্ঙ | দ্র | দ্স | দ্শ | দ্ষ | দ্হ |
| ধ | ধ্ক | ধ্খ | ধ্গ | ধ্ঘ | ধ্চ | ধ্ছ | ধ্জ | ধ্ঝ | ধ্য | ধ্ব | ধ্ভ | ধ্প | ধ্ফ | ধ্ত | ধ্থ | ধ্দ | ধ্ধ | ধ্ট | ধ্ঠ | ধ্ড | ধ্ঢ | ধ্ম | ধ্ঞ | ধ্ন | ধ্  | ধ্ণ | ধ্ঙ | ধ্র | ধ্স | ধ্শ | ধ্ষ | ধ্হ |
| ট | ট্ক | ট্খ | ট্গ | ট্ঘ | ট্চ | ট্ছ | ট্জ | ট্ঝ | ট্য | ট্ব | ট্ভ | ট্প | ট্ফ | ট্ত | ট্থ | ট্দ | ট্ধ | ট্ট | ট্ঠ | ট্ড | ট্ঢ | ট্ম | ট্ঞ | ট্ন | ট্ল | ট্ণ | ট্ঙ | ট্র | ট্স | ট্শ | ট্ষ | ট্হ |
| ঠ | ঠ্ক | ঠ্খ | ঠ্গ | ঠ্ঘ | ঠ্চ | ঠ্ছ | ঠ্জ | ঠ্ঝ | ঠ্য | ঠ্ব | ঠ্ভ | ঠ্প | ঠ্ফ | ঠ্ত | ঠ্থ | ঠ্দ | ঠ্ধ | ঠ্ট | ঠ্ঠ | ঠ্ড | ঠ্ঢ | ঠ্ম | ঠ্ঞ | ঠ্ন | ঠ্ল | ঠ্ণ | ঠ্ঙ | ঠ্র | ঠ্স | ঠ্শ | ঠ্ষ | ঠ্হ |
| ড | ড্ক | ড্খ | ড্গ | ড্ঘ | ড্চ | ড্ছ | ড্জ | ড্ঝ | ড্য | ড্ব | ড্ভ | ড্প | ড্ফ | ড্ত | ড্থ | ড্দ | ড্ধ | ড্ট | ড্ঠ | ড্ড | ড্ঢ | ড্ম | ড্ঞ | ড্ন | ড্ল | ড্ণ | ড্ঙ | ড্র | ড্স | ড্শ | ড্ষ | ড্হ |
| ঢ | ঢ্ক | ঢ্খ | ঢ্গ | ঢ্ঘ | ঢ্চ | ঢ্ছ | ঢ্জ | ঢ্ঝ | ঢ্য | ঢ্ব | ঢ্ভ | ঢ্প | ঢ্ফ | ঢ্ত | ঢ্থ | ঢ্দ | ঢ্ধ | ঢ্ট | ঢ্ঠ | ঢ্ড | ঢ্ঢ | ঢ্ম | ঢ্ঞ | ঢ্ন | ঢ্ল | ঢ্ণ | ঢ্ঙ | ঢ্র | ঢ্স | ঢ্শ | ঢ্ষ | ঢ্হ |
| ম | ম্ক | ম্খ | ম্গ | ম্ঘ | ম্চ | ম্ছ | ম্জ | ম্ঝ | ম্য | ম্ব | ম্ভ | ম্প | ম্ফ | ম্ত | ম্থ | ম্দ | ম্ধ | ম্ট | ম্ঠ | ম্ড | ম্ঢ | ম্ম | ম্ঞ | ম্ন | ম্ল | ম্ণ | ম্ঙ | ম্র | ম্স | ম্শ | ম্ষ | ম্হ |
| ঞ | ঞ্ক | ঞ্খ | ঞ্গ | ঞ্ঘ | ঞ্চ | ঞ্ছ | ঞ্জ | ঞ্ঝ | ঞ্য | ঞ্ব | ঞ্ভ | ঞ্প | ঞ্ফ | ঞ্ত | ঞ্থ | ঞ্দ | ঞ্  | ঞ্ট | ঞ্ঠ | ঞ্ড | ঞ্  | ঞ্ম | ঞ্ঞ | ঞ্ন | ঞ্ল | ঞ্ণ | ঞ্ঙ | ঞ্র | ঞ্স | ঞ্শ | ঞ্ষ | ঞ্হ |
| ন | ন্ক | ন্খ | ন্গ | ন্ঘ | ন্চ | ন্ছ | ন্জ | ন্ঝ | ন্য | ন্ব | ন্ভ | ন্প | ন্ফ | ন্ত | ন্থ | ন্দ | ন্ধ | ন্ট | ন্ঠ | ন্ড | ন্ঢ | ন্ম | ন্ঞ | ন্ন | ন্ল | ন্ণ | ন্ঙ | ন্র | ন্স | ন্শ | ন্ষ | ন্হ |
| ল | ল্ক | ল্খ | ল্গ | ল্ঘ | ল্চ | ল্ছ | ল্জ | ল্ঝ | ল্য | ল্ব | ল্ভ | ল্প | ল্ফ | ল্ত | ল্থ | ল্দ | ল্ধ | ল্ট | ল্ঠ | ল্ড | ল্ঢ | ল্ম | ল্ঞ | ল্ন | ল্ল | ল্ণ | ল্ঙ | ল্র | ল্স | ল্শ | ল্ষ | ল্হ |
| ণ | ণ্ক | ণ্খ | ণ্গ | ণ্ঘ | ণ্চ | ণ্ছ | ণ্জ | ণ্ঝ | ণ্য | ণ্ব | ণ্ভ | ণ্প | ণ্ফ | ণ্ত | ণ্থ | ণ্দ | ণ্ধ | ণ্ট | ণ্ঠ | ণ্ড | ণ্ঢ | ণ্ম | ণ্ঞ | ণ্ন | ণ্ল | ণ্ণ | ণ্ঙ | ণ্র | ণ্স | ণ্শ | ণ্ষ | ণ্হ |
| ঙ | ঙ্ক | ঙ্খ | ঙ্গ | ঙ্ঘ | ঙ্চ | ঙ্ছ | ঙ্জ | ঙ্ঝ | ঙ্য | ঙ্ব | ঙ্ভ | ঙ্প | ঙ্ফ | ঙ্ত | ঙ্থ | ঙ্দ | ঙ্ধ | ঙ্ট | ঙ্ঠ | ঙ্ড | ঙ্ঢ | ঙ্ম | ঙ্ঞ | ঙ্ন | ঙ্ল | ঙ্ণ | ঙ্ঙ | ঙ্র | ঙ্স | ঙ্শ | ঙ্ষ | ঙ্হ |
| র | র্ক | র্খ | র্গ | র্ঘ | র্চ | র্ছ | র্জ | র্ঝ | র্য | র্ব | র্ভ | র্প | র্ফ | র্ত | র্থ | র্দ | র্ধ | র্ট | র্ঠ | র্ড | র্ঢ | র্ম | র্ঞ | র্ন | র্ল | র্ণ | র্ঙ | র্র | র্স | র্শ | র্ষ | র্হ |
| স | স্ক | স্খ | স্গ | স্ঘ | স্চ | স্ছ | স্জ | স্ঝ | স্য | স্ব | স্ভ | স্প | স্ফ | স্ত | স্থ | স্দ | স্ধ | স্ট | স্ঠ | স্ড | স্ঢ | স্ম | স্ঞ | স্ন | স্ল | স্ণ | স্ঙ | স্র | স্স | স্শ | স্ষ | স্হ |
| শ | শ্  | শ্খ | শ্গ | শ্ঘ | শ্চ | শ্ছ | শ্জ | শ্ঝ | শ্য | শ্ব | শ্ভ | শ্প | শ্ফ | শ্ত | শ্থ | শ্দ | শ্ধ | শ্ট | শ্ঠ | শ্ড | শ্ঢ | শ্ম | শ্ঞ | শ্ন | শ্ল | শ্ণ | শ্ঙ | শ্র | শ্স | শ্শ | শ্ষ | শ্হ |
| ষ | ষ্ক | ষ্খ | ষ্গ | ষ্ঘ | ষ্চ | ষ্ছ | ষ্জ | ষ্ঝ | ষ্য | ষ্ব | ষ্ভ | ষ্প | ষ্ফ | ষ্ত | ষ্থ | ষ্দ | ষ্ধ | ষ্ট | ষ্ঠ | ষ্ড | ষ্ঢ | ষ্ম | ষ্ঞ | ষ্ন | ষ্ল | ষ্ণ | ষ্ঙ | ষ্র | ষ্স | ষ্শ | ষ্ষ | ষ্হ |
| হ | হ্ক | হ্খ | হ্গ | হ্ঘ | হ্চ | হ্ছ | হ্জ | হ্ঝ | হ্য | হ্ব | হ্ভ | হ্প | হ্ফ | হ্ত | হ্থ | হ্দ | হ্ধ | হ্ট | হ্ঠ | হ্ড | হ্ঢ | হ্ম | হ্ঞ | হ্ন | হ্ল | হ্ণ | হ্ঙ | হ্র | হ্স | হ্শ | হ্ষ | হ্হ |

### Numeri
I numeri in bengalese e assamese sono scritti sotto forma di simboli e tra essi c'è pure la cifra "zero", di cui si hanno le prime tracce storiche in India. Nei numeri che superano il migliaio, al posto del punto fermo si usa la virgola come separatore.
| Sanscrito-hindi +nome in sanscrito | Bengali   | Arabo moderno | Urdu          | Arabo    | Persiano       | Nome in hindi | Nomi imparentati in altre lingue indo-europee |
| ---------------------------------- | --------- | ------------- | ------------- | -------- | -------------- | ------------- | --- |
| ०, śūnya (शून्य)                     | ৹, shunnô | 0             | ۰, صفر sifar  | ٠,صفر    | ٠ sefr (صفر)   | śūnya (शून्य)   | (in arabo classico è stato poi tradotto come "ṣifr", cioè "nulla"; in latino medievale è stato poi traslitterato come "zephirum", da cui deriva "zero", usato in parecchie lingue europee), midén - μηδέν (greco moderno), nihil (latino) |
| १, eka (एक)                        | ১, æk     | 1             | ۱, ایک ek     | ١,وا حد  | ۱ yek (یک)     | ek (एक्)       | ekh (sylheti, assamese), ena - ένα, one (inglese), ūnus (latino) |
| २, dvi (द्वि)                        | ২, dui    | 2             | ۲, دو do      | ٢,إثنان  | ۲ do (دو)      | do(दो)         | dos (spagnolo), duos (latino), dva (russo), due (italiano), deux (francese), tveir (norvegese antico), dui (sylheti, assamese), dyo - δυο, two (inglese < Old English *twa)                                                               |
| ३, tri (त्रि)                        | ৩, tin    | 3             | ۳, تین tīn    | ٣,ثلاثة  | ۳ se (سه)      | tīn (तीन्)      | tri (russo), tre (italiano) tres (spagnolo), três (portoghese), three (inglese), tin (sylheti), drei (tedesco), trois (francese), tini (assamese), tria - τρία, trēs (latino)                                                             |
| ४, catur (चतुर्)                     | ৪, car    | 4             | ۴, چار chār   | ٤,أربعة  | ۴ hahâr (چهار) | cār (चार्)      | katër (albanese), quattuor (latino), quattro (italiano), cuatro (spagnolo), quatro (portoghese), quatre (francese), četiri (serbocroato), chetyre (russo), sair (sylheti), sari (assamese), ceathair (gaelico), tessera - τέσσερα         |
| ५, pañca (पञ्च)                     | ৫, pãch   | 5             | ۵, پانچ pāṅch | ٥,خمسة   | ۵ panj (پنج)   | pā͂c (पाँच्)      | pyat' (russo) penki (lituano), pięć (polacco), pans (assamese) fas (sylheti), pente - πέντε, quīnque (latino), cinque (italiano) |
| ६, ṣaṣ (षष्)                        | ৬, chôy   | 6             | ۶, چھ chaḥ    | ٦,ستّة    | ۶ shesh (شش)   | chaḥ (छः)      | shesh (persiano), seis (spagnolo) seis (portoghese), six (francese), six (inglese), sei (italiano), sechs (tedesco), shôy (assamese), soy (sylheti), eksi - έξι, sex (latino)                                                             |
| ७, sapta (सप्त)                     | ৭, shat   | 7             | ۷سات sāt      | ٧,سبعة   | ۷ haft (هفت)   | sāt (सात्)      | sette (italiano), siete (spagnolo), sieben (tedesco), sept (francese), sete (portoghese), shat (sylheti), epta - επτά (< */h/-), seven (inglese), septem (latino)                                                                         |
| ८, aṣṭa (अष्ट)                      | ৮, at     | 8             | ۸, آٹھ āṭh    | ٨,ثامنية | ۸ hasht (هشت)  | āṭh (आठ्)      | hasht (persiano), astoņi (lettone) acht (tedesco), åtte (norvegese), otto (italiano), oito (portoghese), eight (inglese), huit (francese), at (sylheti), oktō - οκτώ, eight (inglese), octō (latino)                                      |
| ९, nava (नव)                       | ৯, nôy    | 9             | ۹, نو nau     | ٩,تعسة   | ۹ noh (نه)     | nau (नौ)       | nove (italiano), nove (portoghese), nueve (spagnolo), neuf (francese), nine (inglese), nô (assamese) nôy (sylheti), neun (tedesco) naw (gallese, o "Cymraeg"), ennea - εννέα, novem (latino)                                              |

Per fare un esempio di prezzo in bengalese, "47.000 ṭaka" si scrive "৳৪৭,০০০". A questo proposito, si ricorda che ৪ e ৭  sono falsi amici delle cifre arabe moderne.